# Pomník překročení Odry československými tankisty při osvobozování Ostravy
Pomník překročení Odry československými tankisty při osvobozování Ostravy se nachází u pravého břehu řeky Odry v Zábřehu (městský obvod Ostrava-Jih) v Moravskoslezském kraji.

## Historie

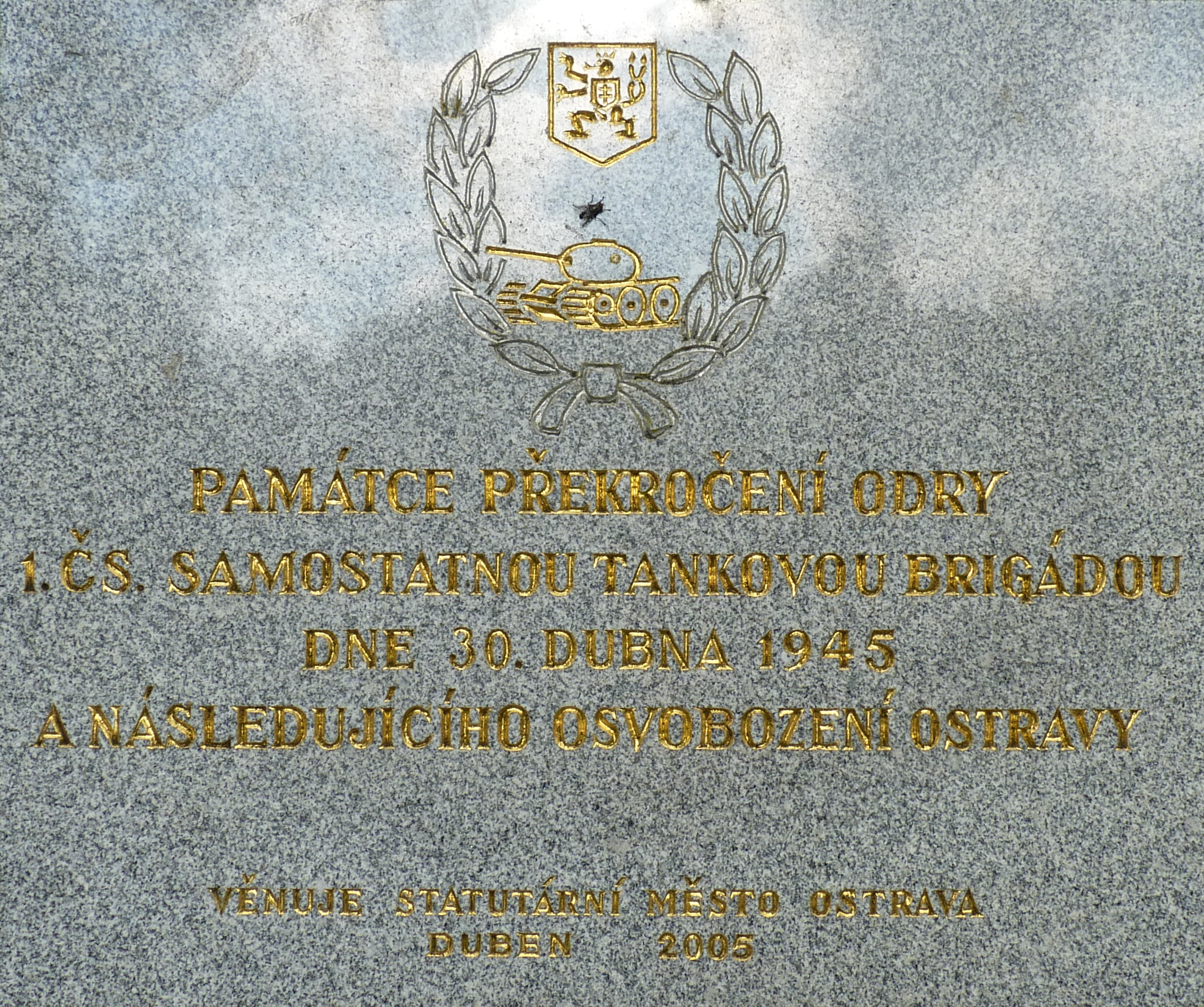
Text na pomníku

V místě pomníku, během 2. světové války, při osvobozování města Ostravy, dne 30. dubna 1945 (v rámci Ostravská operace), překonaly tanky 1. československé. tankové brigády řeku Odru. Jejich velitelem byl tehdejší podplukovník Vladimír Janko, který se později stal politikem a v roce 1968 spáchal sebevraždu. Kamenný pomník ve tvaru čtyřbokého komolého jehlanu stojí na tomto památném místě od roku 2005. V Centrální evidenci válečných hrobů je pomník evidován pod značkou CZE-8119-08106.